# Gerald Moore
Gerald Moore, född 1899, död 1987, var en engelsk pianist. Han har framför allt gjort sig känd som en mycket skicklig romansinterpret och ackompanjatör, bland annat till Dietrich Fischer-Dieskau.

## Fotnoter
1. 1 2  SNAC, SNAC Ark-ID: w6475708, läs online, läst: 9 oktober 2017.[källa från Wikidata]
2. 1 2  Discogs, Discogs artist-ID: 845919, läst: 9 oktober 2017.[källa från Wikidata]
3. 1 2  Brockhaus Enzyklopädie, Brockhaus Enzyklopädie-ID: moore-gerald, läst: 9 oktober 2017.[källa från Wikidata]